# Amtsgericht Rendsburg

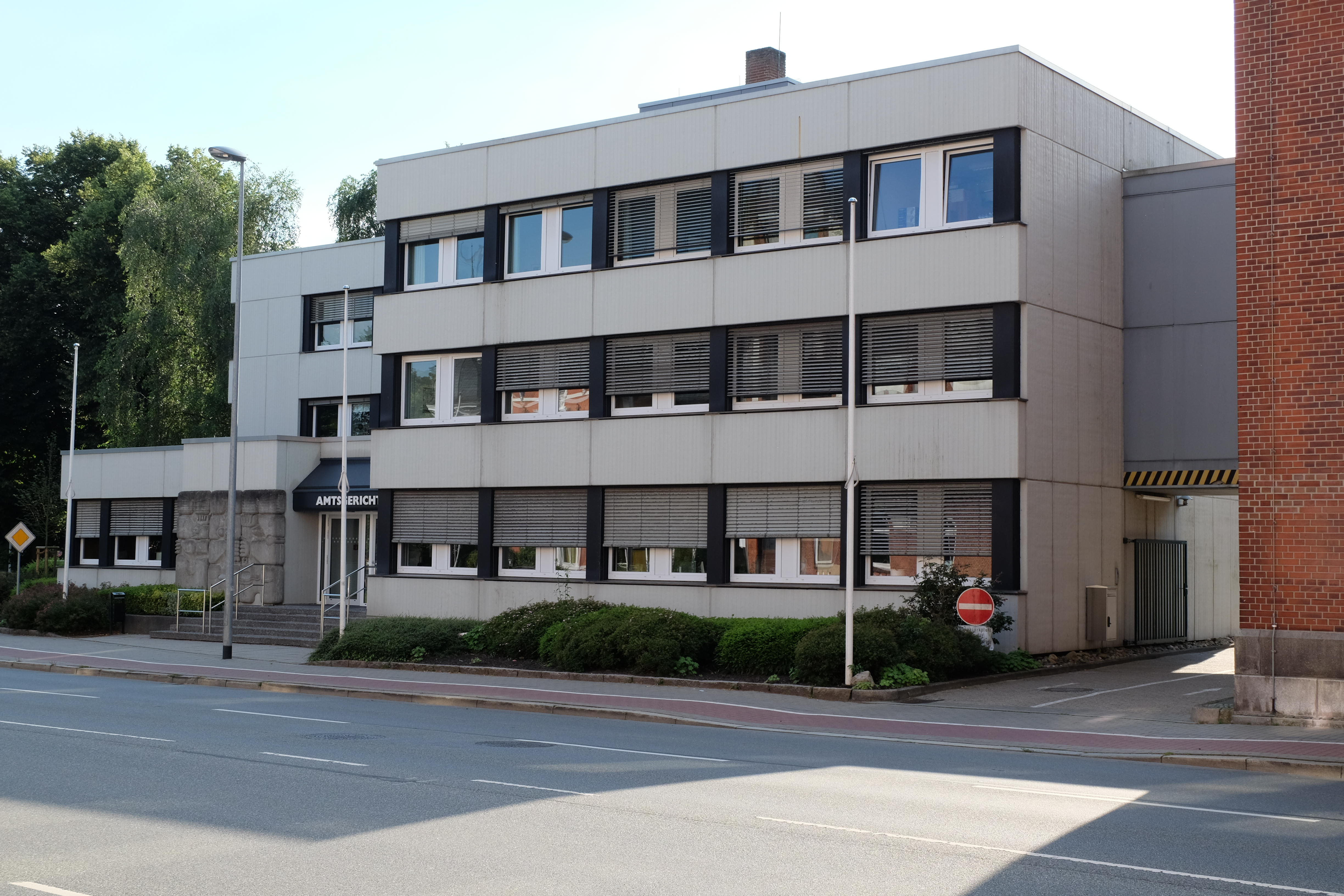
Neubau des Gerichts (2016)

Das Amtsgericht Rendsburg ist ein deutsches Gericht der ordentlichen Gerichtsbarkeit. Es ist eines von sieben Amtsgerichten im Bezirk des Landgerichts Kiel und eines von 22 Amtsgerichten im Land Schleswig-Holstein.

## Gerichtssitz und -bezirk

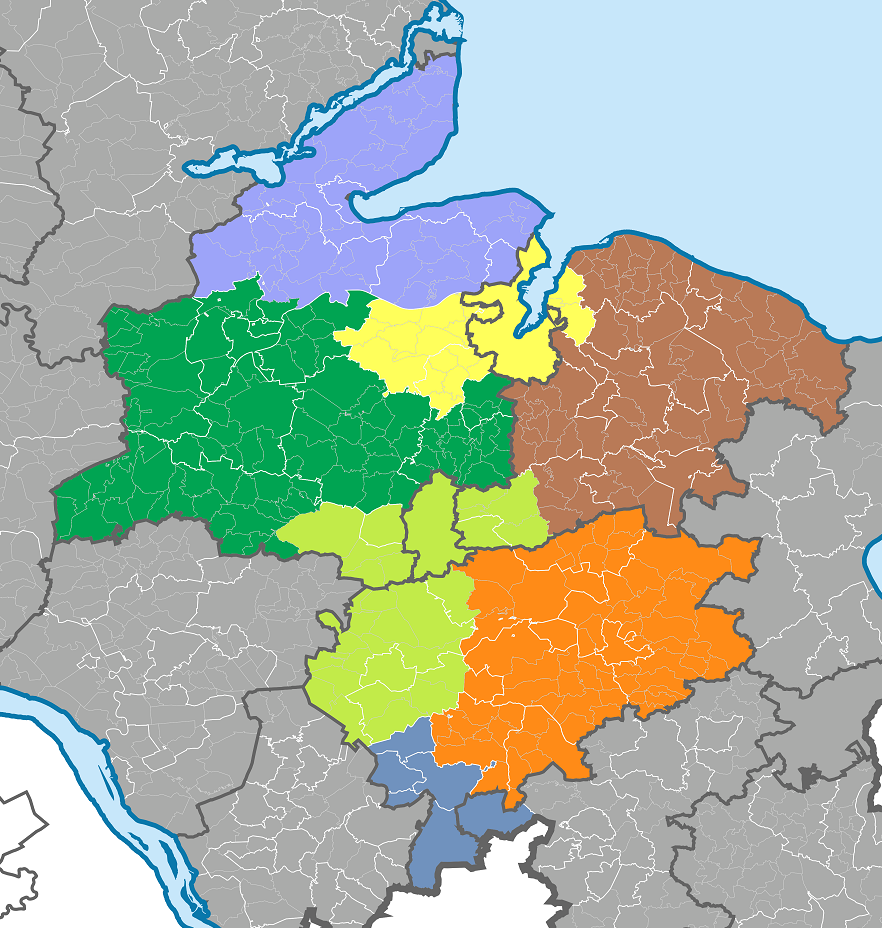
Gerichtsbezirke der dem LG Kiel nachgeordneten Amtsgerichte
AG Eckernförde
AG Rendsburg
AG Kiel
AG Plön
AG Neumünster
AG Bad Segeberg
AG Norderstedt

Das Gericht hat seinen Sitz in der Stadt Rendsburg.
Der Gerichtsbezirk umfasst das Gebiet der folgenden Städte und Gemeinden.
| - Alt Duvenstedt - Bargstall - Bargstedt - Beldorf - Bendorf - Beringstedt - Bissee - Böhnhusen - Bokel - Bordesholm - Borgdorf-Seedorf - Borgstedt - Bornholt - Bovenau - Brammer - Breiholz - Brinjahe - Brügge - Büdelsdorf - Christiansholm - Dätgen - Eisendorf - Ellerdorf - Elsdorf-Westermühlen - Embühren - Emkendorf - Flintbek - Fockbek, - Friedrichsgraben - Friedrichsholm - Gnutz - Gokels | - Grauel - Grevenkrug - Groß Buchwald - Groß Vollstedt - Haale - Hamdorf - Hamweddel - Hanerau-Hademarschen - Haßmoor - Heinkenborstel - Hörsten - Hoffeld - Hohenwestedt - Hohn - Jahrsdorf - Jevenstedt - Königshügel - Krogaspe - Langwedel - Lohe-Föhrden - Loop - Lütjenwestedt - Luhnstedt - Meezen - Mörel - Mühbrook - Negenharrie - Nienborstel - Nindorf - Nortorf - Nübbel - Oldenbüttel | - Oldenhütten - Ostenfeld (Rendsburg) - Osterrönfeld - Osterstedt - Prinzenmoor - Rade bei Hohenwestedt - Rade bei Rendsburg - Reesdorf - Remmels - Rendsburg - Rickert - Schacht-Audorf - Schmalstede - Schönbek - Schönhorst - Schülldorf - Schülp bei Nortorf - Schülp bei Rendsburg - Seefeld - Sören - Sophienhamm - Stafstedt - Steenfeld - Tackesdorf - Tappendorf - Techelsdorf - Thaden - Timmaspe - Todenbüttel - Wapelfeld - Warder - Wattenbek - Westerrönfeld |

## Gerichtsgebäude

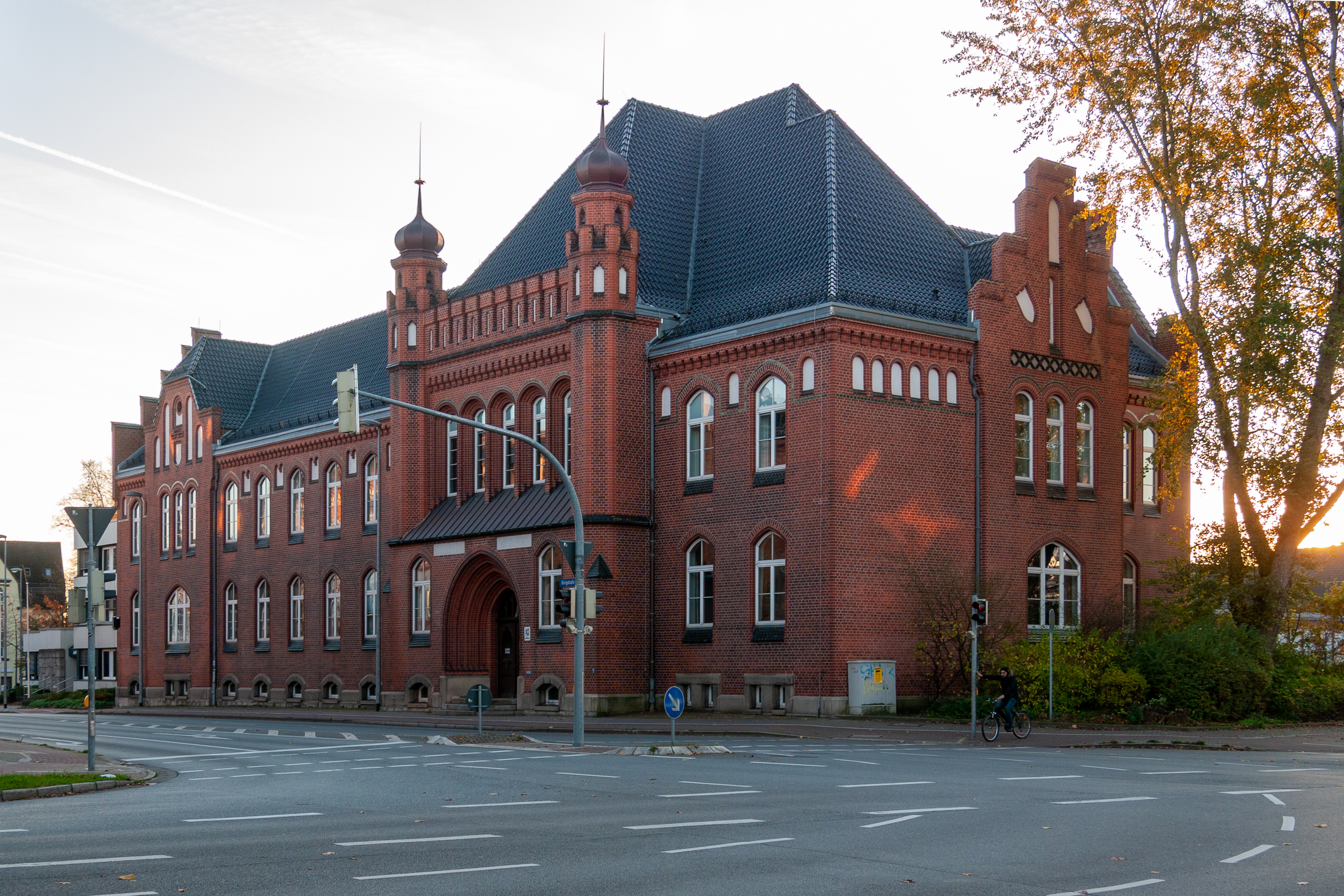
Altbau des Gerichts (2020)

Untergebracht ist das Gericht in der Innenstadt unter der Adresse Königstraße 17. Der Altbau steht unter Denkmalschutz.

## Übergeordnete Gerichte
Das Amtsgericht Rendsburg ist Eingangsgericht. Ihm übergeordnet ist das Landgericht Kiel sowie im weiteren Instanzenzug das Schleswig-Holsteinische Oberlandesgericht und der Bundesgerichtshof.

## Geschichte
Mit der Annexion Schleswig-Holsteins wurden 1867 in der nunmehr preußischen Provinz die fünf Kreisgerichte Altona, Itzehoe, Kiel, Schleswig und Flensburg mit dem übergeordneten Appellationsgericht Kiel eingerichtet. Dem Kreisgericht Itzehoe waren 16 Amtsgerichte nachgeordnet, darunter das Amtsgericht Rendsburg. Den Gerichtssprengel bildeten die Kirchspielvogteidistrikte Raumort und Jevenstedt sowie die Güter Osterrade, Cronsburg, Cluvensieck,  Steinwehr, Georgenthal und Klein-Königsförde. Nicht Teil des Gerichtsbezirks war die Stadt Rendsburg selbst. Für diese wurde ein Amtsgericht Stadt Rendsburg gebildet.
Im Rahmen der Reichsjustizgesetze wurden die bestehenden Gerichte aufgehoben und einheitlich Amtsgerichte gebildet. Das Kreisgericht Itzehoe wurde aufgehoben und das Amtsgericht Rendsburg kam zum Sprengel des Landgerichts Kiel. Sein Gerichtsbezirk umfasste den Kreis Rendsburg außer den Teilen, die den Amtsgerichten Hohenwestedt, Nortorf und  Schenefeld zugeordnet war sowie die Gemeindebezirke Borgstedt und Lehmbeck aus dem Kreis Eckernförde. Damit umfasste es nun auch die Stadt Rendsburg.